# Bringer of Pain
Bringer of Pain är det finländska heavy metal-bandet Battle Beasts fjärde studioalbum, utgivet i februari 2017 på Nuclear Blast Records och i Japan på Chaos Reigns.
Albumet var bandets första utan gitarristen Anton Kabanen. Han ersattes av Joona Björkroth. 
Bringer of Pain låg på den finska topplistan i tjugofem veckor, som bäst på första plats. Albumet nådde även 14:e plats på den tyska topplistan.
Tre musikvideor släpptes: "Bringer of Pain", "King for a Day" och "Familiar Hell".
Albumet gästades av Tomi Joutsen från Amorphis.

## Låtlista
1. "Straight to the Heart" – 3:31
2. "Bringer of Pain" – 3:04
3. "King for a Day" – 4:33
4. "Beyond the Burning Skies" – 4:39
5. "Familiar Hell" – 4:04
6. "Lost in Wars" – 4:34
7. "Bastard Son of Odin" – 3:34
8. "We Will Fight" – 3:26
9. "Dancing with the Beast" – 3:42
10. "Far from Heaven" – 4:20

Bonusspår på den japanska utgåvan
1. "God of War" – 3:56
2. "The Eclipse" – 4:30
3. "Rock Trash" – 3:30
4. "Far from Heaven" (akustisk) – 4:52

## Medverkande
Musiker
- Noora Louhimo – sång
- Juuso Soinio – gitarr
- Joona Björkroth – gitarr
- Eero Sipilä – basgitarr
- Janne Björkroth – keyboard
- Pyry Vikki – trummor

Bidragande musiker
- Tomi Joutsen – sång

Produktion
- Janne Björkroth – producent, inspelningstekniker, mixning
- Viktor Gullichsen – mixning
- Mikko Karmila – mixning
- Mika Jussila – mastering
- Elise Widemark – låttexter
- Jan Yrlund – omslagskonst, design, layout
- Juuso Soinio – foto
- Aki Anttila – foto
- Natalia Enemede – foto